# Planes 2: Anh hùng và biển lửa
Planes 2: Anh hùng và biển lửa (tên gốc tiếng Anh: Planes: Fire & Rescue) là một bộ phim hoạt hình 3D phiêu lưu hài hước dựng bằng máy tính của Mỹ năm 2014. Đây là phần tiếp theo của Thế giới máy bay, một bộ phim ngoại truyện năm 2013 thuộc thương hiệu Vương quốc xe hơi của Pixar. Được sản xuất bởi DisneyToon Studios và phát hành bởi Walt Disney Pictures vào ngày 18 tháng 7 năm 2014. Dane Cook sẽ tiếp tục lồng tiếng cho nhân vật Dusty Crophopper, trong khi Julie Bowen sẽ tham gia lồng tiếng cho nhân vật Lil' Dipper.

## Cốt truyện
Sau khi nổi tiếng thế giới, tay đua Dusty Crophopper (do Dane Cook lồng tiếng) biết rằng động cơ của anh bị hư hỏng nặng và không bao giờ có thể đua một lần nữa, anh phải chuyển bánh răng và được đưa vào thế giới của những đám cháy rừng. Dusty gia nhập lực lượng cùng với cựu binh máy bay trực thăng cứu hộ Blade Ranger (do Ed Harris lồng tiếng) và nhóm máy bay chữa cháy can đảm của mình bao gồm máy bay hung hẳn Super Sooper Lil' Dipper (do Julie Bowen lồng tiếng), máy bay trực thăng chuyên chở hạng nặng Windlifter (do Wes Studi lồng tiếng), cựu quân nhân giao thông vận tải Cabbie (do Dale Dye lồng tiếng) và một nhóm xe năng động dũng cảm trên mọi địa hình được gọi là Smokejumpers (do Regina King, Corri English, Bryan Callen, Danny Pardo, và Matt Jones lồng tiếng). Cùng với nhau, nhóm dũng cảm không hề sợ hãi trận cháy rừng lớn, và Dusty biết đó là những gì anh cần để trở thành một anh hùng thật sự.

## Diễn viên lồng tiếng
- Dane Cook vai Dusty Crophopper. Tạo hình của anh được lấy cảm hứng từ chiếc Air Tractor AT-502, Cessna và PZL-Mielec M-18 Dromader
- Stacy Keach vai Skipper Riley, một chiếc Chance-Vought F4U Corsair và là người cố vấn của Dusty
- DannyMann vai Sparky, một xe nâng.
- JulieBowen vai Lil' Dipper, một chiếc Super Scooper
- BradGarrett vai Chuq, một chiếc xe tải nhiên liệu.
- Teri Hatcher vaiDottie, một xe nâng.
- Curtis Armstrong vai Maru, một xe nâng
- Ed Harris vai Blade Ranger, một cựu binh và máy bay trực thăng cứu hộ
- Wes Studi vai Windlifter, một máy bay trực thăng chuyên chở hạng nặng
- Dale Dyevai Cabbie, một cực quân nhân giao thông vận tải
- Regina King vai Dynamite, một thành viên của nhóm Smokejumpers
- Corri English vai Pinecone, một thành viên của nhóm Smokejumpers
- Bryan Callen vai Avalanche, một thành viên của nhóm Smokejumpers
- Danny Pardo vai Blackout, một thành viên của nhóm Smokejumpers
- Matt Jones vai Drip, một thành viên của Smokejumpers
- Fred Willard vai Bộ trưởng Bộ Nội vụ
- Jerry Stiller vai Harvey, một RV
- Cedric Entertainers vai Leadbottom, một máy bay cánh kép.
- Anne Meara vai Winnie, một RV
- Erik Estrada vai Nick "Loop'n" Lopez, một chiếc máy bay trực thăng cảnh sát
- John Michael Higgins vai Cad Spinner, một chiếc xe thể thao sang trọng
- Barry Corbin vai Ol 'Jammer, một xe buýt du lịch
- Hal Holbrook vai Mayday, một cựu lính cứu hỏa và xe tải cứu hộ đến từ Propwash Junction
- Kevin Michael Richardson vai Ryker, một chiếc xe tải quản lý an toàn giao thông
- Patrick Warburtonvai Pulaski, một chiếc xe cứu hỏa
- Brad Paisley vai Bubba, một xe bán tải

## Quá trình sản xuất
Theo đạo diễn/đồng biên kịch Roberts "Bobs" Gannaway, "Bộ phim đầu tiên (của đạo diễn Klay Hall) là một bộ phim chủ đề đua xe. Tôi muốn hướng vào một thể loại khác biệt, trong trường hợp này, sẽ là một bộ phim hành động thiên tai." Ạnh hùng và biển lửa đã được bắt đầu sản xuất sáu tháng sau bộ phim đầu tiên bắt đầu sản xuất."Chúng tôi đã làm việc về bộ phim này trong gần bốn năm". Các nhà làm phim đã nghiên cứu thế giới của đội máy bay chữa cháy và Smokejumpers bằng cách làm việc với cục bảo vệ Lâm nghiệp và chữa cháy California, và gửi nhóm nghiên cứu tới sở lâm nghiệp Hoa Kỳ để xem các buổi diễn tập hằng năm của Smokejumpers. Gannaway giải thích: "Chúng tôi đã đặt máy quay vào mũ bảo hiểm của họ và đã cho họ nhảy khỏi máy bay vì vậy chúng tôi có thể ghi hình chân thực nhất và mang lên phim." Gần một năm cho việc nghiên cứu trước khi các nhà làm phim bắt đầu viết cốt truyện. Ý tưởng Dusty trở thành một chiếc máy bay chữa cháy và cứu hộ được dựa vào thực tế. Gannaway nói rằng trong quá trình nghiên cứu của họ, họ phát hiện ra rằng vào năm 1955 máy bay rải phân bón nằm trong số những chiếc máy bay đầu tiên được sử dụng việc chữa cháy trên không. "Có một nhóm người đã làm lại chiếc máy bay rải phân bón của họ để nó có thể thả nước". Gannaway cũng nói rằng trong bộ phim đầu tiên "Dusty đã làm những việc mà động cơ của anh không nên thực hiện nó anh đã kéo căng động cơ và gây ra thiệt hại nghiêm trọng. Thật tuyệt khi bộ phim đầu tiên đã vô tình tạo ra điều này. Chúng tôi chỉ được xây dựng trên nó, và kết quả là đáng ghi nhận." Nhà sản xuất Ferrell Barron cho biết: "Tôi nghĩ rằng tất cả chúng ta đã từng trải qua một sự mất mát vào một thời điểm nào đó trong cuộc sống của chúng ta một kết thúc của một kỷ nguyên, một tình yêu đã mất, một sự nghiệp thất bại. Tất cả chúng ta đều phải xác định lại. Trong anh hùng và biển lửa, Dusty đã không thể trở lại là một máy bay rải phân bón, anh bỏ lại sai trái đằng sau. Anh đã đi về phía trước."

## Nhạc phim
Mark Mancina, người sáng tác nhạc cho bộ phim đầu tiên, tiếp tục sáng tác phần tiếp theo. Ngoài ra, Brad Paisley đã viết và trình bài một bài hát cho bộ phim có tựa đề "All In". Paisley cũng trình bày một bài hát mang tên "Runaway Romance", sáng tác bởi Bobs Gannaway và Danny Jacob. Spencer Lee thực hiện một bài hát nguyên bản có tên "Still I Fly". Album nhạc phim sẽ được phát hành vào ngày 15 Tháng Bảy năm 2014.
Danh sách bài hát
Tất cả nhạc phẩm được soạn bởi Mark Mancina, ngoại trừ các bài được chú thích.
| STT              | Nhan đề                                      | Thời lượng |
| ---------------- | -------------------------------------------- | ---------- |
| 1.               | "Still I Fly" (performed by Spencer Lee)     |            |
| 2.               | "Runway Romance" (performed by Brad Paisley) |            |
| 3.               | "All In" (performed by Brad Paisley)         |            |
| 4.               | "Planes: Fire & Rescue – Main Title"         |            |
| 5.               | "Propwash"                                   |            |
| 6.               | "Out of Production"                          |            |
| 7.               | "Dusty Crash Lands"                          |            |
| 8.               | "Fire!"                                      |            |
| 9.               | "An All New Mayday"                          |            |
| 10.              | "Sad Mayday"                                 |            |
| 11.              | "Pontoons"                                   |            |
| 12.              | "A Special Kind of Plane"                    |            |
| 13.              | "Training Dusty"                             |            |
| 14.              | "We Got the Gear Box"                        |            |
| 15.              | "Cad"                                        |            |
| 16.              | "Blazin’ Blade Mystery"                      |            |
| 17.              | "Mystery of Blaze-Lightning"                 |            |
| 18.              | "Lightning Storm Fire"                       |            |
| 19.              | "(It’s) Hip to Be Cad"                       |            |
| 20.              | "Harvey & Winnie"                            |            |
| 21.              | "Cheers"                                     |            |
| 22.              | "Nobody Has Your Gear Box"                   |            |
| 23.              | "Fire by the Lodge"                          |            |
| 24.              | "Behind Enemy Lines"                         |            |
| 25.              | "Evacuation"                                 |            |
| 26.              | "Blade Is Down"                              |            |
| 27.              | "Loopin’ Lopez"                              |            |
| 28.              | "Tourist Trapped"                            |            |
| 29.              | "Fire Heroes"                                |            |
| 30.              | "Rescue Harvey & Winnie"                     |            |
| 31.              | "Dusty Saves the Day"                        |            |
| 32.              | "Saving Dusty"                               |            |
| 33.              | "You Had Us Worried"                         |            |
| Tổng thời lượng: | Tổng thời lượng:                             | 56:37      |

## Phát hành
Anh hùng và Biển lửa sẽ được phát hành vào ngày 18 Tháng Bảy 2014. Đoạn trailer chính thức thứ hai cho bộ phim được phát hành vào ngày 8 tháng 4 năm 2014.